# 溫斯特德 (康乃狄克州)
溫斯特德（英語：Winsted）是位於美国康乃狄克州利奇菲爾德郡的一個人口普查指定地區與建制城市。

## 地理
溫斯特德的座標為41°55′21″N 73°04′11″W / 41.92250°N 73.06972°W，而該地最高點為海拔高度216米（即709英尺）。

## 人口
根據2010年美國人口普查的數據，溫斯特德的面積為12.50平方千米，當中陸地面積為12.10平方千米，而水域面積為0.40平方千米。當地共有人口7,712人，而人口密度為每平方千米616人。